# Lijst van beelden in 's-Hertogenbosch
Dit is een (onvolledige) chronologische lijst van beelden in 's-Hertogenbosch. Onder een beeld wordt hier verstaan elk driedimensionaal kunstwerk in de openbare ruimte van de Nederlandse gemeente 's-Hertogenbosch, waarbij beeld wordt gebruikt als verzamelbegrip voor sculpturen, standbeelden, installaties, gedenktekens en overige beeldhouwwerken.
Voor een volledig overzicht van de beschikbare afbeeldingen zie: Beelden in 's-Hertogenbosch en Beelden in Rosmalen op Wikimedia Commons.
| Geplaatst | Omschrijving                                               | Kunstenaar                                                     | Straat                                                                  | Plaats                   | Materiaal                                                    | Afbeelding             |
| --------- | ---------------------------------------------------------- | -------------------------------------------------------------- | ----------------------------------------------------------------------- | ------------------------ | ------------------------------------------------------------ | ---------------------- |
| 1825      | Mariabeeld                                                 | onbekend                                                       | Vismarkt / Lepelstraat                                                  | 's-Hertogenbosch         | natuursteen                                                  |                        |
| 1843      | Sint Petrus                                                |                                                                | Eerste Straatje van Best                                                | 's-Hertogenbosch         | natuursteen                                                  |                        |
| 1872      | Sint Jozef                                                 | Frans Kuijpers                                                 | Sint-Josephstraat                                                       | 's-Hertogenbosch         | steen                                                        |                        |
| 1872      | Jozef met kind                                             | Frans Kuijpers                                                 | Sint-Josephstraat (gevel vrml. St Jozefkerk)                            | 's-Hertogenbosch         | steen                                                        |                        |
| 1882      | de Eenhoorn (fabeldier)                                    |                                                                | Markt 35                                                                | 's-Hertogenbosch         | natuursteen                                                  |                        |
| 1895      | Zetel der wijsheid                                         | Hendrik van der Geld                                           | Voorgevel van de Fontys PABO Opleidingen                                | 's-Hertogenbosch         | natuursteen                                                  |                        |
| 1899      | gevelsteen Heilige Familie                                 | Jos Kuijpers                                                   | Sint Janssingel (klooster Mariënburg)                                   | 's-Hertogenbosch         | steen                                                        |                        |
| 1899      | Rebekka                                                    |                                                                | Berlicumseweg 8 terrein Coudewater                                      | Rosmalen                 | natuursteen                                                  |                        |
| 1903      | Drakenfontein                                              | Jules Dony                                                     | Stationsplein                                                           | 's-Hertogenbosch         | beton, steen, kwarts, bladgoud, metaal en brons              |                        |
| 1910      | Hendrik I van Brabant                                      | Dorus Hermsen                                                  | Marktstraat / zijgevel Markt                                            | 's-Hertogenbosch         | tegeltableau                                                 |                        |
| 1913      | Vaas van Vreugde                                           | Louis Vreugde vervangen door replica Toon Grassens             | Julianaplein                                                            | 's-Hertogenbosch         | Replica in brons, Origineel natuursteen                      |                        |
| 1913      | Vier heiligen                                              | Hendrik van der Geld                                           | Hinthamerstraat Antoniuskapel                                           | 's-Hertogenbosch         | natuursteen                                                  |                        |
| 1917      | jhr. P.J.J.S.M. van der Does de Willebois oud-burgemeester | Toon Dupuis                                                    | Markt (Stadhuis)                                                        | 's-Hertogenbosch         |                                                              |                        |
| 1918      | Heilige Catharina                                          | A. van Bokhoven                                                | Cathrienkerk Kruisbroedershof                                           | 's-Hertogenbosch         | natuursteen                                                  |                        |
| 1919      | Gouden Leeuw                                               | onbekend. 18e eeuw                                             | Schapenmarkt                                                            | 's-Hertogenbosch         | natuursteen vergulden                                        |                        |
| 1921      | Monument voor Arthur van Voorst tot Voorst                 | Huib Luns, August Falise en Jacques Goossens                   | Verwersstraat                                                           | 's-Hertogenbosch         | natuursteen, graniet, brons                                  |                        |
| 1923      | Maximiliaan                                                | Hildo Krop                                                     | Hekellaan                                                               | 's-Hertogenbosch         | natuursteen                                                  |                        |
| 1923      | Kikkers                                                    | Hildo Krop                                                     | Hekellaan                                                               | 's-Hertogenbosch         | natuursteen                                                  |                        |
| 1923      | Twee Otters                                                | Hildo Krop                                                     | Schout van Hanswijkplein                                                | 's-Hertogenbosch         | natuursteen                                                  |                        |
| 1925      | Heilig Hartbeeld                                           | Aloïs De Beule                                                 | Emmaplein, in het plantsoen                                             | 's-Hertogenbosch         | brons op hardstenen sokkel                                   |                        |
| 1927      | Maria met kind                                             | Jacques Goossens                                               | Ruische Poort                                                           | 's-Hertogenbosch         | steen                                                        |                        |
| 1927      | Piet Slager jr.                                            | August Falise                                                  | Markt (Gemeentehuis)                                                    | 's-Hertogenbosch         | brons                                                        |                        |
| 1929      | Standbeeld Jeroen Bosch                                    | August Falise                                                  | Markt                                                                   | 's-Hertogenbosch         | brons                                                        |                        |
| 1930      | Handel en Nijverheid                                       | August Falise                                                  | Schapenmarkt (voor de V&D)                                              | 's-Hertogenbosch         | zandsteen met een bronskleurig patina                        |                        |
| 1932      | H. Vincentius a Paolo en de H. Elisabeth van Thüringen     | Atelier Van Bokhoven en Jonkers                                | Nieuwstraat Polikliniek voormalig GZG                                   | 's-Hertogenbosch         | Maulbrunnerzandsteen                                         |                        |
| 1934      | Standbeeld Kardinaal van Rossum                            | August Falise                                                  | Kardinaal van Rossumplein                                               | 's-Hertogenbosch         | brons                                                        |                        |
| 1935      | Zonnewijzer                                                | Jan Venrooy                                                    | Heetmanplein                                                            | 's-Hertogenbosch         | metaal deels verguld                                         |                        |
| 1935      | De goede Herder                                            | Albert Termote                                                 | Hinthamerstraat 175                                                     | 's-Hertogenbosch         | Frans kalksteen                                              |                        |
| 1938      | Monument voor Henri Bakker                                 | Albert Termote en Co Brandes                                   | Pettelaarse Schans                                                      | 's-Hertogenbosch         | brons, baksteen                                              |                        |
| 1944      | deur van de trouwzaal                                      | Frans van der Burgt                                            | Markt 1 (Stadhuis)                                                      | 's-Hertogenbosch         | hout                                                         |                        |
| 1947      | Heilige Antonius                                           | H Jonkers replica oorspronkelijk van Hendrik van der Geld      | Van der Does de Willeboissingel / Capucijnenlaan                        | 's-Hertogenbosch         | natuursteen                                                  |                        |
| 1947      | Bosch' Marieke                                             | Manus Evers                                                    | Sint Jorisstraat                                                        | 's-Hertogenbosch         | natuursteen                                                  |                        |
| 1948      | Heilig Hart / Christus Koning                              | Pater Urbanus J.B. Westerwoudt                                 | Van der Does de Willeboissingel / Capucijnenklooster                    | 's-Hertogenbosch         | natuursteen                                                  |                        |
| 1949      | Sint-Joris en de draak                                     | Peter Roovers                                                  | Willem van Oranjelaan                                                   | 's-Hertogenbosch         | Terracotta met glazuur                                       |                        |
| ca. 1949  | Heilig Hartbeeld                                           | Piet Verdonk                                                   | Ketsheuvel                                                              | Orthen                   | natuursteen                                                  |                        |
| 1950      | Reliefs Paleis van Justitie                                | Niel Steenbergen                                               | Spinhuiswal 2                                                           | 's-Hertogenbosch         | natuursteen                                                  |                        |
| 1952      | Cosmas en Damianus                                         | Jacques de Bresser                                             | Kardinaal van Rossumplein 3                                             | 's-Hertogenbosch         | natuursteen                                                  |                        |
| 1952      | 53rd Welsh Division Memorial                               | John Harrison                                                  | Aartshertogenlaan                                                       | 's-Hertogenbosch         | kunststeen                                                   |                        |
| 1952      | Mercurius Pegasus Carnaval                                 | Jo Uiterwaal                                                   | Stationsplein                                                           | 's-Hertogenbosch         | brons                                                        |                        |
| 1952      | Bijbelse Martha                                            |                                                                | Emmaplein                                                               | 's-Hertogenbosch         | steen                                                        |                        |
| 1953      | Verzetsmonument                                            | Peter Roovers                                                  | Hekellaan                                                               | 's-Hertogenbosch         | brons                                                        |                        |
| 1953      | Harpspeelster                                              | Jacques van Rhijn                                              | Hertog Hendriksingel                                                    | 's-Hertogenbosch         | beton                                                        |                        |
| 1954      | Vogel                                                      | Marius van Beek                                                | Onderwijsboulevard                                                      | 's-Hertogenbosch         | brons                                                        |                        |
| 1954      | Cultuur en Arbeid                                          | Frans van der Burgt                                            | Stationstunnel                                                          | 's-Hertogenbosch         | natuursteen                                                  |                        |
| 1954      | Reliefs Man met trompet en man met lasapparaat             | Frans van der Burgt                                            | Stationstunnel Stadszijde                                               | 's-Hertogenbosch         | natuursteen                                                  |                        |
| 1954      | Reliefs Meisje met bloemen en man met seinlamp             | Frans van der Burgt                                            | Stationstunnel Westzijde                                                | 's-Hertogenbosch         | natuursteen                                                  |                        |
| 1956      | Telefonerende vrouwen Ingangrelief                         | Niel Steenbergen                                               | Prins Bernhardstraat 12                                                 | 's-Hertogenbosch         | natuursteen                                                  |                        |
| 1956      | Kapelaan Harrie Koopmans ('Madonna' monument)              | Peter Roovers                                                  | Kapelaan Koopmansplein                                                  | 's-Hertogenbosch         | brons                                                        |                        |
| 1957      | Constructivistische Plastiek                               | André Volten                                                   | Rietveldenweg bij 25                                                    | 's-Hertogenbosch         | staal                                                        |                        |
| 1958      | De Bok                                                     | Pieter Starreveld                                              | Rietveldenweg Heinekenbrouwerij                                         | 's-Hertogenbosch         | brons                                                        |                        |
| 1958      | Zoete Lieve Gerritje                                       | Leo Geurtjens                                                  | Lepelstraat / Korenbrugstraat                                           | 's-Hertogenbosch         | hardsteen                                                    |                        |
| 1958      | Vliegend (Industriële energie)                             | Wessel Couzijn                                                 | Copernicuslaan/Simon Stevinweg)                                         | 's-Hertogenbosch         | brons                                                        |                        |
| 1960      | Christoffel (heilige)                                      | Piet Esser                                                     | Stationstunnel                                                          | 's-Hertogenbosch         | brons                                                        |                        |
| 1960      | Fonteinbeeld                                               | Peter Grips                                                    | Winkelcentrum Zuiderpassage                                             | 's-Hertogenbosch         | brons                                                        |                        |
| 1960      | Barmhartige Samaritaan                                     | Han Wezelaar                                                   | Coornhertstraat/Zuiderpark                                              | 's-Hertogenbosch         | brons                                                        |                        |
| 1960      | Vrouw met ganzen                                           | Auke Hettema                                                   | Zuiderparkweg                                                           | 's-Hertogenbosch         | brons (diefstal 2011)                                        |                        |
| 1960      | Toegepaste sculptuur                                       | Felix van der Linden                                           | Stationsweg                                                             | 's-Hertogenbosch         | Grof gehakte geabstraheerde planten en vogels in natuursteen |                        |
| 1960      | SanSalvator                                                | Theo Reusing                                                   | Schaarhuisplein Orthen                                                  | 's-Hertogenbosch         | hardsteen                                                    |                        |
| 1961      | Prins Amadeiro XVI                                         | Jo Uiterwaal                                                   | Stationsplein                                                           | 's-Hertogenbosch         | brons                                                        |                        |
| 1961      | Fluitspelend kind                                          | Felix van der Linden                                           | Elzenstraat 4                                                           | 's-Hertogenbosch         | natuursteen                                                  |                        |
| 1962      | Vier Zwanenbroeders                                        | Marius van Beek                                                | Zwanenbroedershuis Hinthamerstraat                                      | 's-Hertogenbosch         | steen                                                        |                        |
| 1962      | Bokspringende kinderen                                     | Felix van der Linden                                           | Stationsweg                                                             | 's-Hertogenbosch         | brons                                                        |                        |
| 1963      | Reliëf                                                     | Annemarie Leenders- Kusters                                    | Ketsheuvel Orthen                                                       | 's-Hertogenbosch         | cement en grind                                              |                        |
| 1964      | Beeld St. Jan de Evangelist                                | Mari Andriessen                                                | Parade                                                                  | 's-Hertogenbosch         | brons                                                        |                        |
| 1965      | Jonas en de Walvis                                         | Leo Geurtjens                                                  | Citadellaan                                                             | 's-Hertogenbosch         | kalksteen                                                    |                        |
| 1966      | De steenhouwer                                             | Jacques de Bresser                                             | Koenendelseweg 5                                                        | 's-Hertogenbosch         | Fransekalksteen                                              |                        |
| 1967      | Moeder met kind                                            | Oscar Goedhart                                                 | Kooikersweg                                                             | 's-Hertogenbosch         | polyester                                                    |                        |
| 1968      | Prometheus met het vuur                                    | Felix van der Linden                                           | Beatrixpark                                                             | 's-Hertogenbosch         | brons                                                        |                        |
| 1969      | Musicerende vrouw                                          | E. Mutsaerts                                                   | Kerkstraat                                                              | 's-Hertogenbosch         | brons                                                        |                        |
| 1970      | De Gans                                                    | Louis Visser                                                   | Bastion Oranje                                                          | 's-Hertogenbosch         | tufsteen                                                     |                        |
| 1970      | Zwarte arend                                               | anoniem                                                        | Hinthamerstraat/Korte Waterstraat                                       | 's-Hertogenbosch         | metaal                                                       |                        |
| 1970      | Bevrijdingsmonument Rosmalen                               | Frans van der Burgt                                            | Schoolstraat                                                            | Rosmalen                 | hardsteen                                                    |                        |
| 1971      | Beeld in drie delen                                        | Jo Gijsen                                                      | Rodenborchweg                                                           | Rosmalen                 | natuursteen                                                  |                        |
| 1971      | Torso van Paard                                            | Arthur Spronken                                                | Brabantlaan                                                             | 's-Hertogenbosch         | brons                                                        |                        |
| 1971      | Stromen en groeien                                         | Huub Hendrikx en Johan Lennarts                                | Brabantlaan                                                             | 's-Hertogenbosch         | Steen, metaal, water, planten                                |                        |
| 1971      | Balans                                                     | Felix van der Linden                                           | Eemweg                                                                  | 's-Hertogenbosch         | brons                                                        |                        |
| 1971      | Zonder titel                                               | G. van der Wagt                                                | Commissaris de Quaylaan                                                 | 's-Hertogenbosch         | brons                                                        |                        |
| 1972      | Omarming                                                   | Ger van Iersel                                                 | H. Dunantstraat, bij Jeroen Bosch Ziekenhuis                            | 's-Hertogenbosch         | roestvrij staal RVS                                          |                        |
| 1974      | Pastoor J.J. de Kroon                                      | Lambert van Dartel                                             | Achter de Tolbrug                                                       | 's-Hertogenbosch         | brons                                                        | verdwenen              |
| 1974      | Janus en Bet                                               | Jesualda Kwanten                                               | Visstraat / Brede Haven                                                 | 's-Hertogenbosch         | brons                                                        |                        |
| 1975      | Het Geheim                                                 | Frans van der Burgt                                            | Hambakendreef                                                           | 's-Hertogenbosch         | hardsteen                                                    |                        |
| 1976      | de Samenwerking                                            | Ton Buijnsters                                                 | Brabantlaan 1                                                           | 's-Hertogenbosch         | brons                                                        |                        |
| 1979      | Het Brabants varken                                        | Kees Jansen                                                    | Brabantlaan                                                             | 's-Hertogenbosch         | brons                                                        |                        |
| 1979      | Waterpomp                                                  |                                                                | Markt/Torenstraat                                                       | Rosmalen                 | baksteen                                                     |                        |
| 1979      | Europa laat zich niet ontvoeren                            | Marius van Beek                                                | Parade                                                                  | 's-Hertogenbosch         | brons                                                        |                        |
| 1979      | Water en zon                                               | Nic Jonk                                                       | H. Dunantstraat 1, bij Jeroen Bosch Ziekenhuis                          | 's-Hertogenbosch         | brons                                                        |                        |
| 1981      | Tafelkleed                                                 | Hans van Engeland                                              | Tolbrugstraat                                                           | 's-Hertogenbosch         | plaatstaal                                                   | Staat er niet meer.    |
| 1982      | Metalen Vee                                                | Marjan Barnier                                                 | Oude Engelenseweg / Veemarktkade                                        | 's-Hertogenbosch         | plaatstaal                                                   | Weggehaald             |
| 1983      | Bouwen en groeien                                          | Herman Morren                                                  | Zuiderparkweg / Wagnerlaan                                              | 's-Hertogenbosch         | beton                                                        | Staat er niet meer.    |
| 1983      | Triade waterspel                                           | Frans Hage                                                     | Gheert van Calcarplein                                                  | 's-Hertogenbosch         | keramiek, gewapend beton en brons                            |                        |
| 1983      | Trap                                                       | Therese Legierse                                               | Maaspoortweg/Eimeren Maaspoort                                          | 's-Hertogenbosch         | beton                                                        |                        |
| 1983      | Bouwen en groeien                                          | Herman Morren                                                  | Zuiderparkweg/Wagnerlaan                                                | 's-Hertogenbosch         | beton                                                        |                        |
| 1984      | Spanningsveld                                              | Theo Wagemakers                                                | Bruistensingel, ter hoogte van de Hervensebaan                          | 's-Hertogenbosch         | plaatstaal en stalen kabels                                  |                        |
| 1984      | Abri (wachtende mensen)                                    | Sander Dorenbosch                                              | Zuidwal / Oude Dieze                                                    | 's-Hertogenbosch         | plaatmetaal                                                  |                        |
| 1984      | de Bouwvakker                                              | Frans van der Burgt                                            | de Driesprong                                                           | Rosmalen                 | brons                                                        |                        |
| 1984      | Elkaar de bal toewerpen                                    | Jos Willems                                                    | Maaspoort Sports en Events                                              | 's-Hertogenbosch         | plaatmetaal                                                  | Is niet meer aanwezig. |
| 1984      | Kruis                                                      | John van Nistelrooy                                            | Geesteren/Fleringen Maaspoort                                           | 's-Hertogenbosch         | Thermisch verzinkt, roodgeverfd staal en zand                |                        |
| 1985      | Borstels                                                   | Pieter Willem Mol                                              | Bollenveld Maaspoort                                                    | 's-Hertogenbosch         | beton                                                        |                        |
| 1985      | Twee ambachtslieden                                        | Jacques de Bresser                                             | Bouwloods St. Jan                                                       | 's-Hertogenbosch         | natuursteen                                                  |                        |
| 1985      | W.E.B.                                                     | Ad van Griensven                                               | Maaspoortweg Maaspoort                                                  | 's-Hertogenbosch         | staal                                                        |                        |
| 1985      | Spiraal                                                    | F. van de Nieuwenhuize                                         | Henkeshage Maaspoort                                                    | 's-Hertogenbosch         | staal                                                        |                        |
| 1985      | Etude Gothique                                             | Marinus Boezem                                                 | Pensmarkt                                                               | 's-Hertogenbosch         | graniet                                                      |                        |
| 1985      | Dat gaat naar Den Bosch toe                                | Ed van Rossum                                                  | Lombardje                                                               | 's-Hertogenbosch         | Kunststeen (Parastone)                                       |                        |
| 1985      | Janus Borghs (Janus Kiep)                                  | Frank van der Loo                                              | Wolvenhoek 2-4                                                          | 's-Hertogenbosch         | brons                                                        |                        |
| 1985      | Naald                                                      | Gerard Hendriks                                                | Lokeren                                                                 | 's-Hertogenbosch         | Cortenstaal plaatstaal bladgoud                              |                        |
| 1986      | Zonder titel                                               | Claire Begheijn                                                | De Beverspijken                                                         | Engelen                  | gespotenstaal                                                |                        |
| 1986      | Bidsprinkhaan 2                                            | Jon de Jong                                                    | 't Geerke, Maaspoort                                                    | 's-Hertogenbosch         | beton en staal                                               | Is weggehaald.         |
| 1986      | Regenboog                                                  | Janus Metsaars                                                 | Kwartierenlaan Maaspoort                                                | 's-Hertogenbosch         | plaatstaal                                                   |                        |
| 1986      | Stoel met schaduw                                          | Huub Dorscheid                                                 | Fleringen Maaspoort                                                     | 's-Hertogenbosch         | metaal en hardsteen                                          |                        |
| 1986      | Chambermusic                                               | Huib Fens                                                      | Sweelinckplein                                                          | 's-Hertogenbosch         | hardsteen                                                    |                        |
| 1986      | Mikado                                                     | John van Nistelrooy                                            | Geldersedam                                                             | 's-Hertogenbosch         | Rood gespoten staal                                          |                        |
| 1987      | Herfstbladeren                                             | Leidi Haayer                                                   | Hekellaan, Bastion Baselaar                                             | 's-Hertogenbosch         | vnl. cement. Verwijderd mei 2013                             |                        |
| 1987      | Vrijstaand relief                                          | Piet Haagh                                                     | De Brink                                                                | Empel                    | brons                                                        |                        |
| 1987      | Onderdak                                                   | JeanMarianne Bremers                                           | Dorpsstraat                                                             | Rosmalen                 | brons                                                        |                        |
| 1987      | Pastoorshoeden                                             | Dori van Noort                                                 | Statenkwartier Maaspoort                                                | 's-Hertogenbosch         | plaatstaal                                                   |                        |
| 1987      | Zonder titel                                               |                                                                | Polsbroek Maaspoort                                                     | 's-Hertogenbosch         | Roestvrij staal                                              |                        |
| 1987      | Kunstwerk Roestvrij Staal                                  |                                                                | Polsbroek                                                               | 's-Hertogenbosch         | Roestvast staal                                              |                        |
| 1987      | Object                                                     | Yolande Verwoerd                                               | Maaspoortweg / hoek Fleringen Maaspoort                                 | 's-Hertogenbosch         | beschilderd beton                                            |                        |
| 1987      | Pathos                                                     | Sigurður Guðmundsson                                           | Parallelweg/Veemarktweg                                                 | 's-Hertogenbosch         | steen                                                        |                        |
| 1988      | De Halve Peer                                              | Rudolf Gras en Ton Buijnsters                                  | Molenstraat                                                             | 's-Hertogenbosch         | brons                                                        |                        |
| 1988      | Zonder titel                                               | Pieter Willem Mol                                              | Van Heurnstraat/Cuperinusstraat                                         | 's-Hertogenbosch         | Gespoten plaatstaal                                          |                        |
| 1988      | Reflectiekubussen                                          | Piet-Hein Stulemeijer                                          | H. Dunantstraat 1, bij Jeroen Bosch Ziekenhuis                          | 's-Hertogenbosch         | glas en RVS                                                  |                        |
| 1988      | En keer het water als het wast                             | Sander Dorenbosch                                              | Maasboulevard Maaspoort                                                 | 's-Hertogenbosch         | staal metaal                                                 |                        |
| 1989      | Paardentorso's                                             | Felix van der Linden                                           | Pettelaarseweg                                                          | 's-Hertogenbosch         | brons                                                        |                        |
| 1989      | Let me be your shelter                                     | Ton van der Vleuten                                            | H. Dunantstraat 1, bij Jeroen Bosch Ziekenhuis                          | 's-Hertogenbosch         | staal                                                        |                        |
| 1990      | Overdracht?                                                |                                                                | Pettelaarpark 1                                                         | 's-Hertogenbosch         | brons                                                        |                        |
| 1990      | Flamengo                                                   | Dorothé Jehoel                                                 | Rotonde Molenstraat                                                     | Rosmalen                 | gecoat staal                                                 |                        |
| 1990      | Resonantie                                                 | Dorothé Jehoel                                                 | Meerheuvel                                                              | 's-Hertogenbosch         | gecoat staal                                                 |                        |
| 1991      | Fontein                                                    | Ru van Rossem                                                  | Jeroen Boschtuin                                                        | 's-Hertogenbosch         | graniet RVS brons                                            |                        |
| 1991      | Wachters                                                   | Desirée Tonnaer                                                | Hof van Zevenbergen, Keizerstraat                                       | 's-Hertogenbosch         | brons                                                        |                        |
| 1991      | Backup                                                     | Dorothé Jehoel                                                 | Hervensebaan                                                            | 's-Hertogenbosch         | gecoat staal                                                 |                        |
| 1991      | De Ouwe of Het Schippertje                                 | Rudolf Gras/Ton Buijnsters                                     | Boombrug                                                                | 's-Hertogenbosch         | brons                                                        |                        |
| 1992      | Dieske                                                     | JeanMarianne Bremers                                           | Herman Moerkerkplein                                                    | 's-Hertogenbosch         | brons                                                        |                        |
| 1992      | Wiel van Rosmalen                                          | Armando                                                        | Deken van Roestellaan                                                   | Rosmalen                 | brons                                                        |                        |
| 1993      | De Kop van Aïda                                            |                                                                | Pettelaarpark                                                           | 's-Hertogenbosch         | staal                                                        |                        |
| 1993      | De Schroef van Archimedes                                  | Tony Cragg                                                     | Hekellaan / Pettelaarseweg                                              | 's-Hertogenbosch         | koper, nikkel en aluminium                                   |                        |
| 1993      | Hi Ha Ho                                                   | Jeroen van de Laar                                             | Graafseweg 294                                                          | 's-Hertogenbosch         | staal                                                        |                        |
| 1994      | Betonnen racefiets                                         | Joris Baudoin                                                  | Uilenburg                                                               | 's-Hertogenbosch         | gewapend beton                                               |                        |
| 1994      | Putdeksel 'BOMERS 94'                                      | Agnes Bomers                                                   | Kerkstraat                                                              | 's-Hertogenbosch         | brons                                                        |                        |
| 1995      | Solidair                                                   | Annemie de Koning                                              | H. Dunantstraat 1, bij Jeroen Bosch Ziekenhuis                          | 's-Hertogenbosch         | brons                                                        |                        |
| 1995      | Joods Scholieren Monument                                  | Marijke Theunissen                                             | Hekellaan                                                               | 's-Hertogenbosch         | steen                                                        |                        |
| 1995      | De Vlinderpoort                                            | Marijke de Goey                                                | Rodenborchweg / Laaghemaal / Vlietdijk                                  | Rosmalen                 | staal                                                        |                        |
| 1995      | Naar het licht                                             | Désirée Tonnaer                                                | Willemsplein 4                                                          | 's-Hertogenbosch         |                                                              |                        |
| 1996      | De Wachters                                                | Eugene Dodeigne                                                | Casinotuin                                                              | 's-Hertogenbosch         | natuursteen                                                  |                        |
| 1997      | Jan Somers                                                 | JeanMarianne Bremers                                           | Marktstraat / Burgemeester Loeffplein                                   | 's-Hertogenbosch         | brons                                                        |                        |
| 1998      | Karel V                                                    | JeanMarianne Bremers                                           | Hof van Zevenbergen, Keizerstraat                                       | 's-Hertogenbosch         | brons                                                        |                        |
| 1998      | Een Bossche Buitenbank                                     | Harry Verhallen                                                | Pettelaarseweg                                                          | 's-Hertogenbosch         | roestvrij staal                                              | \|                     |
| 1999      | Tespunto                                                   | Ton Jacobs                                                     | Braspenninglaan Maaspoort                                               | 's-Hertogenbosch         | brons                                                        |                        |
| 1999      | Beeldengroep zonder titel                                  | Juan Muñoz                                                     | binnenplaats Reinier van Arkelstichting                                 | 's-Hertogenbosch         | brons                                                        |                        |
| 2000      | Stapeling                                                  | Theo Coenen                                                    | H. Dunantstraat 2, bij Jeroen Bosch Ziekenhuis                          | 's-Hertogenbosch         | ijzer                                                        |                        |
| 2000      | Stapsteen Prins Amadeiro met peer en gedicht               |                                                                | Station 's-Hertogenbosch, spoor 1a                                      | 's-Hertogenbosch         |                                                              |                        |
| 2001      | Toro                                                       | Juan Ripollès                                                  | Arena                                                                   | 's-Hertogenbosch         | brons                                                        |                        |
| 2002      | Windmolen                                                  | Ad Louwinger                                                   | Helftheuvelweg/Schutskamppark                                           | 's-Hertogenbosch         | aluminium                                                    |                        |
| 2003      | Cornelis Verhoeven                                         | Joep Coppens                                                   | Uilenburg/Molenstraat                                                   | 's-Hertogenbosch         | brons                                                        |                        |
| 2004      | Gebor(g)en en (in)getogen                                  | Wim van Hassel                                                 | Schaarhuisplein Orthen                                                  | 's-Hertogenbosch         | staal                                                        |                        |
| 2004      | Jo van Stiphout                                            |                                                                | Lepelstraat                                                             | 's-Hertogenbosch         | brons                                                        |                        |
| 2004      | Moeder met Kind                                            | Oscar Goedhart                                                 | Zwartbroekweg Maaspoort                                                 | 's-Hertogenbosch         | brons                                                        |                        |
| 2004      | Indië-monument                                             | Saskia Vermeesch                                               | Zuiderparkweg                                                           | 's-Hertogenbosch         | brons                                                        |                        |
| 2005      | Zonder titel                                               | Renée van Leusden                                              | Havensingel (Lilianefonds)                                              | 's-Hertogenbosch         | brons                                                        |                        |
| 2005      | HONI-monument                                              | Eugène van Abkoude                                             | Grevelingen                                                             | 's-Hertogenbosch         |                                                              |                        |
| 2005/2006 | Sprankelplek                                               | Jos Spanbroek                                                  | Copernicuslaan / Oude Engelenseweg                                      | 's-Hertogenbosch         | staal                                                        |                        |
| 2006      | Blonde d' Aquitaine                                        | JeanMarianne Bremers                                           | Driekoningenplein                                                       | Bokhoven                 | brons                                                        |                        |
| 2007      | Star Trek                                                  | Marjolijn Mandersloot                                          | Het Zuiderkruis                                                         | 's-Hertogenbosch         | Brons                                                        | Star Trek              |
| 2007      | Digul                                                      | Sjef Voets                                                     | Willemsplein 4                                                          | 's-Hertogenbosch         |                                                              |                        |
| 2008      | Birgitta van Zweden (heilige)                              | Jeanne van Iersel                                              | Berlicumseweg 8, terrein Coudewater                                     | Rosmalen                 | natuursteen                                                  |                        |
| 2008      | Ton Frenken                                                | Nel van Lith                                                   | Bethaniëstraat                                                          | 's-Hertogenbosch         | brons                                                        |                        |
| 2008      | De IJsbeer                                                 | Abel Heikamp                                                   | rotonde Aartshertogenbaan en Rompertsebaan                              | 's-Hertogenbosch         | beton, staal, olievat                                        |                        |
| 2008      | Hinthamer bekooring                                        | Anton Reijnders                                                | rotonde Pastoor van Thiellaan, Jan Heijmanslaan en Vincent van Goghlaan | 's-Hertogenbosch Hintham | keramiek                                                     |                        |
| 2008      | Maaspaardjes                                               | Albert Kramer                                                  | Schout Dicbierlaan Maaspoort                                            | 's-Hertogenbosch         | keramiek                                                     |                        |
| 2008      | BrabantWonen buurt                                         |                                                                | Deuteren Baksvelstraat                                                  | 's-Hertogenbosch         | Maquette                                                     |                        |
| 2009?     | Prins Hendrikpark 1939-2009                                |                                                                | Monseigneur Diepenstraat                                                | 's-Hertogenbosch         |                                                              |                        |
| 2009      | Ruimtesleutel                                              | Yvonne van der Velden,Ingrid van den Boogaard,Simone van Bakel | Willem Hubertstraat                                                     | 's-Hertogenbosch         | keramiek                                                     |                        |
| 2009      | Sleutelfiguur                                              | Yvonne van der Velden,Ingrid van den Boogaard,Simone van Bakel | Von Rheinhabenstraat                                                    | 's-Hertogenbosch         | keramiek                                                     |                        |
| 2009      | Muzieksleutel                                              | Yvonne van der Velden,Ingrid van den Boogaard,Simone van Bakel | Van Hoftenstraat                                                        | 's-Hertogenbosch         | keramiek                                                     |                        |
| 2010      | Sleutelbloem                                               | Yvonne van der Velden,Ingrid van den Boogaard,Simone van Bakel | Van Hoftenstraat                                                        | 's-Hertogenbosch         | keramiek                                                     |                        |
| 2010      | nog geen titel                                             | Yvonne van der Velden,Ingrid van den Boogaard,Simone van Bakel | Westenburgerweg                                                         | 's-Hertogenbosch         | keramiek                                                     |                        |
| 2010      | Monument Luuk Dielissen                                    | Corrie de Bakker                                               | De Groote Wielen, Deltapark                                             | 's-Hertogenbosch         | brons                                                        |                        |
| 2010      | Plaquette 'Hein Bergé en Jan van der Eerden'               | Pier van Leest                                                 | Molenstraat                                                             | 's-Hertogenbosch         | brons                                                        |                        |
| 2011      | Kollergang                                                 |                                                                | Graafsebaan                                                             | Rosmalen                 | hout steen molensteen                                        |                        |
| 2011      | Engel met mobieltje                                        | Ton Mooy                                                       | St. Janskathedraal, Parade                                              | 's-Hertogenbosch         | natuursteen                                                  |                        |
| 2011      | Sculptuur 'Watertafel - Vissen op het droge'               | William Jans                                                   | Leonardo Da Vinciplein                                                  | 's-Hertogenbosch         |                                                              |                        |
| 2014      | Totally in Love                                            | Pieke Bergmans                                                 | Noordbrabants Museum                                                    | 's-Hertogenbosch         |                                                              |                        |
| 2014      | Pastoor De Kroon                                           | JeanMarianne Bremers                                           | (voormalige pastorie van St. Pieter)                                    | 's-Hertogenbosch         |                                                              |                        |
| 2015      | Andert de Neanderthaler                                    | Tom l' Istelle                                                 | Limietlaan                                                              | 's-Hertogenbosch         | brons                                                        |                        |
| 2016      | De Trechter                                                | Reinier Bosch                                                  | Veemarktweg                                                             | 's-Hertogenbosch         |                                                              |                        |
| 2020      | Vogel                                                      | Anne Wenzel                                                    | Anne Frankplein                                                         | 's-Hertogenbosch         |                                                              |                        |
| 2023      | Tilted Head                                                | Mark Manders                                                   | Noordbrabants Museum                                                    | 's-Hertogenbosch         |                                                              |                        |
|           | Hinkelend meisje                                           | Harry van den Thillart                                         | Eikakkerhoeve                                                           | Rosmalen                 | brons                                                        |                        |
|           | zonder titel                                               |                                                                | Zuiderpark                                                              | 's-Hertogenbosch         |                                                              |                        |
|           | Speelvliegtuigen                                           |                                                                | Zuiderpark                                                              | 's-Hertogenbosch         |                                                              |                        |
|           | zonder titel                                               |                                                                | Meester van Boemellaan Maaspoort                                        | 's-Hertogenbosch         | brons                                                        |                        |
|           | Jongen met vis                                             |                                                                | Kraanvogellaan 4                                                        | Engelen                  | natuursteen                                                  |                        |
|           | Man met vlag                                               |                                                                | Sint-Janskerkhof                                                        | 's-Hertogenbosch         | brons                                                        |                        |
|           | Kleren van de Peer van den Muggenheuvel                    | Ton Buijnsters                                                 | Sint-Josephstraat                                                       | 's-Hertogenbosch         | brons                                                        |                        |
|           | Zonder titel                                               | Auke de Vries                                                  | Zuidwal                                                                 | 's-Hertogenbosch         |                                                              |                        |
|           | Mariabeeld                                                 |                                                                | Hoek Lange en Korte Putstraat                                           | 's-Hertogenbosch         |                                                              |                        |
|           | Zonder titel                                               |                                                                | Kooikersweg 3                                                           | 's-Hertogenbosch         | metaal                                                       |                        |
|           | Zonder titel                                               |                                                                | Brabantlaan, Pettelaarpark                                              | 's-Hertogenbosch         | natuursteen                                                  |                        |
|           | Zonder titel                                               |                                                                | Ovidiuslaan                                                             | 's-Hertogenbosch         | brons                                                        |                        |
|           | Watchtower II                                              | Ton van der Vleuten                                            | Hoff van Hollantlaan                                                    | Rosmalen                 | staal                                                        |                        |
|           | Gevelsteen gezicht (de Gulden Brouwkuip)                   | onbekend                                                       | Orthenstraat 1                                                          | 's-Hertogenbosch         | natuursteen                                                  |                        |
|           | Zonder titel                                               | Gerard van Rooij                                               | Huygensstraat                                                           | Rosmalen                 | natuursteen                                                  |                        |
|           | Giraf                                                      | onbekend (naar Tuin der Lusten van Jheronimus Bosch)           | Casinopark (sinds 2016)                                                 | 's-Hertogenbosch         |                                                              |                        |
|           | Figuur uit De tuin der lusten                              | K&S DECOR                                                      | Mariënburgtuin                                                          | 's-Hertogenbosch         |                                                              |                        |
|           | Abstract                                                   | Wieger Frenken                                                 | Choorstraat 2                                                           | 's-Hertogenbosch         |                                                              |                        |
|           | Handel en Nijverheid - Mooy                                | Ton Mooy                                                       | Kerkstraat 34                                                           | 's-Hertogenbosch         |                                                              |                        |
|           | Relief wijnproever                                         | onbekend                                                       | Marktstraat, zijgevel                                                   | 's-Hertogenbosch         |                                                              |                        |
|           | kunstwerk Wilhelminabrug                                   | Frans van der Burgt                                            | Wilhelminabrug                                                          | 's-Hertogenbosch         |                                                              |                        |
|           | onbekend - stoelen                                         | onbekend                                                       | Vugherweg                                                               | 's-Hertogenbosch         |                                                              |                        |
|           | onbekend - Onderwijsboulevard 1                            | onbekend                                                       | Onderwijsboulevard 1                                                    | 's-Hertogenbosch         |                                                              |                        |
|           | onbekend - Onderwijsboulevard 3                            | onbekend                                                       | Onderwijsboulevard 3                                                    | 's-Hertogenbosch         |                                                              |                        |
|           | Onze-Lieve-Vrouwehuisje                                    |                                                                | Markt                                                                   | 's-Hertogenbosch         |                                                              |                        |
|           |                                                            | onbekend                                                       | Uilenburg                                                               | Den Bosch                |                                                              |                        |